# Grid Modorcea
Grid Modorcea (n. Mitică-Puiu Modorcea, n. 9 ianuarie 1944) este un scriitor român, care s-a manifestat în mai multe genuri literare (poezie, proză, teatru, eseu, pamflet, critică, scenarii de film, studii filosofice, religioase, jurnalism), autor de dicționare de literatură, film, muzică, arte plastice.